# Ísak Bergmann Jóhannesson
Ísak Bergmann Jóhannesson (Sutton Coldfield, 23 marzo 2003) è un calciatore islandese, centrocampista del Colonia.

## Biografia
Ísak è nato in Inghilterra poiché il padre, Jóhannes Karl Guðjónsson, ex centrocampista della nazionale, all'epoca militava nell'Aston Villa. Suo cugino da parte di madre è Oliver Stefánsson, nato nel 2002.

## Caratteristiche tecniche
Gioca come centrocampista. Nel 2020, è stato inserito nella lista dei migliori sessanta calciatori nati nel 2003, stilata dal quotidiano inglese The Guardian.

## Carriera

### Club

#### Gli inizi
Ha iniziato la sua carriera nell'ÍA di Akranes, in Islanda.
Nel 2017 ha sostenuto degli allenamenti con Ajax e Brighton. Nel 2018 ha giocato la sua prima partita con l'ÍA, a soli 15 anni, nella 1. deild karla, il secondo livello del campionato islandese, con suo padre che all'epoca era allenatore.

#### IFK Norrköping
Nell'autunno del 2018, insieme al cugino Oliver Stefánsson, ha svolto un provino con gli svedesi dell'IFK Norrköping. Entrambi sono stati tesserati.
Ísak ha debuttato ufficialmente con l'IFK Norrköping nella Coppa di Svezia il 21 agosto 2019, segnando un gol nella vittoria per 6-1 sul campo dei dilettanti dell'IFK Timrå. Nel campionato svedese ha invece esordito il 26 settembre 2019, a 16 anni, entrando dalla panchina contro l'AFC Eskilstuna. Nel precampionato della stagione 2020, viene citato dal quotidiano Aftonbladet come il giocatore più promettente del campionato. Nell'ottobre 2020 è stato inserito nella lista dei 60 giocatori più promettenti al mondo, classe 2003, dal giornale britannico The Guardian. Nel corso dell'Allsvenskan 2020, nonostante fosse solo diciassettenne, ha giocato 28 delle 30 partite in calendario, e realizzato tre reti. Ha iniziato all'IFK Norrköping anche la stagione seguente, prima di essere ceduto a campionato in corso.

#### Copenaghen
Il 31 agosto 2021 viene acquistato dai danesi del Copenaghen per una cifra inferiore a 5 milioni di euro.

### Nazionale
Ha giocato nelle nazionali giovanili islandesi Under-16, Under-17, Under-19 ed Under-21.
Ísak ha esordito in nazionale maggiore nel novembre del 2020 nella partita contro l'Inghilterra, valevole per la 6ª giornata di UEFA Nations League, sostituendo Birkir Bjarnason all'88º minuto.
L'8 ottobre 2021 realizza la sua prima rete con la massima selezione islandese nell'1-1 contro l'Armenia nelle qualificazioni ai Mondiali 2022, diventando (a 18 anni, 6 mesi e 15 giorni) il più giovane marcatore nella storia dell'Islanda.

## Statistiche

### Presenze e reti nei club
Statistiche aggiornate al 10 agosto 2020.
| Stagione              | Squadra               | Campionato            | Campionato | Campionato | Coppe nazionali | Coppe nazionali | Coppe nazionali | Coppe continentali | Coppe continentali | Coppe continentali | Altre coppe | Altre coppe | Altre coppe | Totale | Totale |
| Stagione              | Squadra               | Comp                  | Pres       | Reti       | Comp            | Pres            | Reti            | Comp               | Pres               | Reti               | Comp        | Pres        | Reti        | Pres   | Reti   |
| --------------------- | --------------------- | --------------------- | ---------- | ---------- | --------------- | --------------- | --------------- | ------------------ | ------------------ | ------------------ | ----------- | ----------- | ----------- | ------ | ------ |
| 2018                  | ÍA Akraness           | UD                    | 1          | 0          | CI+CdL          | 0               | 0               | -                  | -                  | -                  | -           | -           | -           | 1      | 0      |
| Totale ÍA Akraness    | Totale ÍA Akraness    | Totale ÍA Akraness    | 1          | 0          |                 | 0               | 0               |                    | 0                  | 0                  |             | -           | -           | 1      | 0      |
| 2019                  | IFK Norrköping        | A                     | 1          | 0          | SC              | 1               | 1               |                    | 0                  | 0                  | -           | -           | -           | 2      | 1      |
| 2020                  | IFK Norrköping        | A                     | 28         | 3          | SC              | 4               | 1               |                    | 0                  | 0                  | -           | -           | -           | 32     | 4      |
| 2021                  | IFK Norrköping        | A                     | 15         | 2          | SC              | 0               | 0               |                    | 0                  | 0                  | -           | -           | -           | 15     | 2      |
| Totale IFK Norrköping | Totale IFK Norrköping | Totale IFK Norrköping | 44         | 5          |                 | 5               | 2               |                    | 0                  | 0                  |             | -           | -           | 49     | 7      |
| 2021-2022             | Copenaghen            | SL                    | 16         | 4          | CD              | 1               | 0               | UECL               | 8                  | 2                  | -           | -           | -           | 25     | 6      |
| 2022-2023             | Copenaghen            | SL                    | 9          | 1          | CD              | 0               | 0               | UCL                | 2                  | 0                  | -           | -           | -           | 11     | 1      |
| Totale Copenaghen     | Totale Copenaghen     | Totale Copenaghen     | 25         | 5          |                 | 1               | 0               |                    | 10                 | 2                  |             | -           | -           | 36     | 7      |
| Totale carriera       | Totale carriera       | Totale carriera       | 70         | 10         |                 | 7               | 5               |                    | 10                 | 2                  |             | -           | -           | 87     | 17     |

### Cronologia presenze e reti in nazionale
| Cronologia completa delle presenze e delle reti in nazionale ― Islanda | Cronologia completa delle presenze e delle reti in nazionale ― Islanda | Cronologia completa delle presenze e delle reti in nazionale ― Islanda | Cronologia completa delle presenze e delle reti in nazionale ― Islanda | Cronologia completa delle presenze e delle reti in nazionale ― Islanda | Cronologia completa delle presenze e delle reti in nazionale ― Islanda | Cronologia completa delle presenze e delle reti in nazionale ― Islanda | Cronologia completa delle presenze e delle reti in nazionale ― Islanda |
| Data                                                                   | Città                                                                  | In casa                                                                | Risultato                                                              | Ospiti                                                                 | Competizione                                                           | Reti                                                                   | Note                                                                   |
| ---------------------------------------------------------------------- | ---------------------------------------------------------------------- | ---------------------------------------------------------------------- | ---------------------------------------------------------------------- | ---------------------------------------------------------------------- | ---------------------------------------------------------------------- | ---------------------------------------------------------------------- | ---------------------------------------------------------------------- |
| 18-11-2020                                                             | Londra                                                                 | Inghilterra                                                            | 4 – 0                                                                  | Islanda                                                                | UEFA Nations League 2020-2021 - 1º turno                               | -                                                                      | 88’                                                                    |
| 31-3-2021                                                              | Vaduz                                                                  | Liechtenstein                                                          | 1 – 4                                                                  | Islanda                                                                | Qual. Mondiali 2022                                                    | -                                                                      | 81’                                                                    |
| 29-5-2021                                                              | Arlington                                                              | Messico                                                                | 2 – 1                                                                  | Islanda                                                                | Amichevole                                                             | -                                                                      |                                                                        |
| 4-6-2021                                                               | Tórshavn                                                               | Fær Øer                                                                | 0 – 1                                                                  | Islanda                                                                | Amichevole                                                             | -                                                                      | 62’                                                                    |
| 2-9-2021                                                               | Reykjavík                                                              | Islanda                                                                | 0 – 2                                                                  | Romania                                                                | Qual. Mondiali 2022                                                    | -                                                                      | 67’ 90+2’                                                              |
| 5-9-2021                                                               | Reykjavík                                                              | Islanda                                                                | 2 – 2                                                                  | Macedonia del Nord                                                     | Qual. Mondiali 2022                                                    | -                                                                      | 82’                                                                    |
| 8-9-2021                                                               | Reykjavík                                                              | Islanda                                                                | 0 – 4                                                                  | Germania                                                               | Qual. Mondiali 2022                                                    | -                                                                      | 71’                                                                    |
| 8-10-2021                                                              | Reykjavík                                                              | Islanda                                                                | 1 – 1                                                                  | Armenia                                                                | Qual. Mondiali 2022                                                    | 1                                                                      | 46’ 90+3’                                                              |
| 11-11-2021                                                             | Bucarest                                                               | Romania                                                                | 0 – 0                                                                  | Islanda                                                                | Qual. Mondiali 2022                                                    | -                                                                      | 45+1’ 90’                                                              |
| 14-11-2021                                                             | Skopje                                                                 | Macedonia del Nord                                                     | 3 – 1                                                                  | Islanda                                                                | Qual. Mondiali 2022                                                    | -                                                                      | 68’, 79’                                                               |
| 26-3-2022                                                              | Murcia                                                                 | Finlandia                                                              | 1 – 1                                                                  | Islanda                                                                | Amichevole                                                             | -                                                                      | 62’                                                                    |
| 6-6-2022                                                               | Reykjavík                                                              | Islanda                                                                | 1 – 1                                                                  | Albania                                                                | UEFA Nations League 2022-2023 - 1º turno                               | -                                                                      |                                                                        |
| 13-6-2022                                                              | Reykjavík                                                              | Islanda                                                                | 2 – 2                                                                  | Israele                                                                | UEFA Nations League 2022-2023 - 1º turno                               | -                                                                      | 61’                                                                    |
| 22-9-2022                                                              | Maria Enzersdorf                                                       | Venezuela                                                              | 0 – 1                                                                  | Islanda                                                                | Amichevole                                                             | 1                                                                      | 58’                                                                    |
| 27-9-2022                                                              | Tirana                                                                 | Albania                                                                | 1 – 1                                                                  | Islanda                                                                | UEFA Nations League 2022-2023 - 1º turno                               | -                                                                      | 69’                                                                    |
| 16-11-2022                                                             | Kaunas                                                                 | Lituania                                                               | 0 – 0 (5 – 6 dtr)                                                      | Islanda                                                                | Coppa del Baltico 2022                                                 | -                                                                      | 14’ 62’                                                                |
| 19-11-2022                                                             | Riga                                                                   | Lettonia                                                               | 1 – 1 (7 – 8 dtr)                                                      | Islanda                                                                | Coppa del Baltico 2022                                                 | 1                                                                      |                                                                        |
| 26-3-2023                                                              | Vaduz                                                                  | Liechtenstein                                                          | 0 – 7                                                                  | Islanda                                                                | Qual. Euro 2024                                                        | -                                                                      | 74’                                                                    |
| 20-6-2023                                                              | Reykjavík                                                              | Islanda                                                                | 0 – 1                                                                  | Portogallo                                                             | Qual. Euro 2024                                                        | -                                                                      | 75’                                                                    |
| 8-9-2023                                                               | Lussemburgo                                                            | Lussemburgo                                                            | 3 – 1                                                                  | Islanda                                                                | Qual. Euro 2024                                                        | -                                                                      | 79’ 85’                                                                |
| 13-10-2023                                                             | Reykjavík                                                              | Islanda                                                                | 1 – 1                                                                  | Lussemburgo                                                            | Qual. Euro 2024                                                        | -                                                                      | 70’                                                                    |
| 16-10-2023                                                             | Reykjavík                                                              | Islanda                                                                | 4 – 0                                                                  | Liechtenstein                                                          | Qual. Euro 2024                                                        | -                                                                      | 58’                                                                    |
| 16-11-2023                                                             | Bratislava                                                             | Slovacchia                                                             | 4 – 2                                                                  | Islanda                                                                | Qual. Euro 2024                                                        | -                                                                      | 46’                                                                    |
| 19-11-2023                                                             | Lisbona                                                                | Portogallo                                                             | 2 – 0                                                                  | Islanda                                                                | Qual. Euro 2024                                                        | -                                                                      | 28’ 62’                                                                |
| 21-3-2024                                                              | Budapest                                                               | Israele                                                                | 1 – 4                                                                  | Islanda                                                                | Qual. Euro 2024                                                        | -                                                                      | 63’                                                                    |
| 7-6-2024                                                               | Londra                                                                 | Inghilterra                                                            | 0 – 1                                                                  | Islanda                                                                | Amichevole                                                             | -                                                                      | 83’                                                                    |
| 10-6-2024                                                              | Rotterdam                                                              | Paesi Bassi                                                            | 4 – 0                                                                  | Islanda                                                                | Amichevole                                                             | -                                                                      | 62’                                                                    |
| 6-9-2024                                                               | Reykjavík                                                              | Islanda                                                                | 2 – 0                                                                  | Montenegro                                                             | UEFA Nations League 2024-2025 - 1º turno                               | -                                                                      | 88’                                                                    |
| 14-10-2024                                                             | Reykjavík                                                              | Islanda                                                                | 2 – 4                                                                  | Turchia                                                                | UEFA Nations League 2024-2025 - 1º turno                               | -                                                                      | 68’                                                                    |
| 16-11-2024                                                             | Nikšić                                                                 | Montenegro                                                             | 0 – 2                                                                  | Islanda                                                                | UEFA Nations League 2024-2025 - 1º turno                               | 1                                                                      | 68’                                                                    |
| 19-11-2024                                                             | Cardiff                                                                | Galles                                                                 | 4 – 1                                                                  | Islanda                                                                | UEFA Nations League 2024-2025 - 1º turno                               | -                                                                      | 84’                                                                    |
| 20-3-2025                                                              | Pristina                                                               | Kosovo                                                                 | 2 – 1                                                                  | Islanda                                                                | UEFA Nations League 2024-2025 - Play-off                               | -                                                                      | 65’                                                                    |
| 23-3-2025                                                              | Murcia                                                                 | Islanda                                                                | 1 – 3                                                                  | Kosovo                                                                 | UEFA Nations League 2024-2025 - Play-off                               | -                                                                      | 46’                                                                    |
| 6-6-2025                                                               | Glasgow                                                                | Scozia                                                                 | 1 – 3                                                                  | Islanda                                                                | Amichevole                                                             | -                                                                      | 72’                                                                    |
| 10-6-2025                                                              | Belfast                                                                | Irlanda del Nord                                                       | 1 – 0                                                                  | Islanda                                                                | Amichevole                                                             | -                                                                      | 46’                                                                    |
| Totale                                                                 |                                                                        | Presenze                                                               | 35                                                                     |                                                                        | Reti                                                                   | 4                                                                      |                                                                        |

| Cronologia completa delle presenze e delle reti in nazionale ― Islanda under 21 | Cronologia completa delle presenze e delle reti in nazionale ― Islanda under 21 | Cronologia completa delle presenze e delle reti in nazionale ― Islanda under 21 | Cronologia completa delle presenze e delle reti in nazionale ― Islanda under 21 | Cronologia completa delle presenze e delle reti in nazionale ― Islanda under 21 | Cronologia completa delle presenze e delle reti in nazionale ― Islanda under 21 | Cronologia completa delle presenze e delle reti in nazionale ― Islanda under 21 | Cronologia completa delle presenze e delle reti in nazionale ― Islanda under 21 |
| Data                                                                            | Città                                                                           | In casa                                                                         | Risultato                                                                       | Ospiti                                                                          | Competizione                                                                    | Reti                                                                            | Note                                                                            |
| ------------------------------------------------------------------------------- | ------------------------------------------------------------------------------- | ------------------------------------------------------------------------------- | ------------------------------------------------------------------------------- | ------------------------------------------------------------------------------- | ------------------------------------------------------------------------------- | ------------------------------------------------------------------------------- | ------------------------------------------------------------------------------- |
| 4-9-2020                                                                        | Reykjavík                                                                       | Islanda under 21                                                                | 1 – 0                                                                           | Svezia under 21                                                                 | Qual. Europeo Under-21 2021                                                     | -                                                                               | 90’                                                                             |
| 13-10-2020                                                                      | Lussemburgo                                                                     | Lussemburgo under 21                                                            | 0 – 2                                                                           | Islanda under 21                                                                | Qual. Europeo Under-21 2021                                                     | -                                                                               | 77’                                                                             |
| 12-11-2020                                                                      | Reykjavík                                                                       | Islanda under 21                                                                | 1 – 2                                                                           | Italia under 21                                                                 | Qual. Europeo Under-21 2021                                                     | -                                                                               | 82’                                                                             |
| 15-11-2020                                                                      | Dublino                                                                         | Irlanda under 21                                                                | 1 – 2                                                                           | Islanda under 21                                                                | Qual. Europeo Under-21 2021                                                     | -                                                                               | 60’                                                                             |
| 25-3-2021                                                                       | Győr                                                                            | Russia under 21                                                                 | 4 – 1                                                                           | Islanda under 21                                                                | Europeo Under-21 2021 - 1º turno                                                | -                                                                               | 65’                                                                             |
| 28-3-2021                                                                       | Győr                                                                            | Islanda under 21                                                                | 0 – 2                                                                           | Danimarca under 21                                                              | Europeo Under-21 2021 - 1º turno                                                | -                                                                               | 68’                                                                             |
| Totale                                                                          |                                                                                 | Presenze                                                                        | 6                                                                               |                                                                                 | Reti                                                                            | 0                                                                               |                                                                                 |

| Cronologia completa delle presenze e delle reti in nazionale ― Islanda under 19 | Cronologia completa delle presenze e delle reti in nazionale ― Islanda under 19 | Cronologia completa delle presenze e delle reti in nazionale ― Islanda under 19 | Cronologia completa delle presenze e delle reti in nazionale ― Islanda under 19 | Cronologia completa delle presenze e delle reti in nazionale ― Islanda under 19 | Cronologia completa delle presenze e delle reti in nazionale ― Islanda under 19 | Cronologia completa delle presenze e delle reti in nazionale ― Islanda under 19 | Cronologia completa delle presenze e delle reti in nazionale ― Islanda under 19 |
| Data                                                                            | Città                                                                           | In casa                                                                         | Risultato                                                                       | Ospiti                                                                          | Competizione                                                                    | Reti                                                                            | Note                                                                            |
| ------------------------------------------------------------------------------- | ------------------------------------------------------------------------------- | ------------------------------------------------------------------------------- | ------------------------------------------------------------------------------- | ------------------------------------------------------------------------------- | ------------------------------------------------------------------------------- | ------------------------------------------------------------------------------- | ------------------------------------------------------------------------------- |
| 9-10-2019                                                                       | Valkeakoski                                                                     | Finlandia under 19                                                              | 0 – 1                                                                           | Islanda under 19                                                                | Amichevole                                                                      | -                                                                               |                                                                                 |
| 11-10-2019                                                                      | Valkeakoski                                                                     | Islanda under 19                                                                | 1 – 1 dts (6 – 5 dtr)                                                           | Svezia under 19                                                                 | Amichevole                                                                      | -                                                                               | 80’                                                                             |
| 13-11-2019                                                                      | Reykjavík                                                                       | Islanda under 19                                                                | 0 – 3                                                                           | Belgio under 19                                                                 | Qual. Europeo Under-19 2019                                                     | -                                                                               |                                                                                 |
| 16-11-2019                                                                      | Atene                                                                           | Grecia under 19                                                                 | 2 – 5                                                                           | Islanda under 19                                                                | Qual. Europeo Under-19 2019                                                     | 1                                                                               | 73’                                                                             |
| 19-11-2019                                                                      | Tirana                                                                          | Albania under 19                                                                | 2 – 4                                                                           | Islanda under 19                                                                | Qual. Europeo Under-19 2019                                                     | -                                                                               |                                                                                 |
| Totale                                                                          |                                                                                 | Presenze                                                                        | 5                                                                               |                                                                                 | Reti                                                                            | 1                                                                               |                                                                                 |

| Cronologia completa delle presenze e delle reti in nazionale ― Islanda under 17 | Cronologia completa delle presenze e delle reti in nazionale ― Islanda under 17 | Cronologia completa delle presenze e delle reti in nazionale ― Islanda under 17 | Cronologia completa delle presenze e delle reti in nazionale ― Islanda under 17 | Cronologia completa delle presenze e delle reti in nazionale ― Islanda under 17 | Cronologia completa delle presenze e delle reti in nazionale ― Islanda under 17 | Cronologia completa delle presenze e delle reti in nazionale ― Islanda under 17 | Cronologia completa delle presenze e delle reti in nazionale ― Islanda under 17 |
| Data                                                                            | Città                                                                           | In casa                                                                         | Risultato                                                                       | Ospiti                                                                          | Competizione                                                                    | Reti                                                                            | Note                                                                            |
| ------------------------------------------------------------------------------- | ------------------------------------------------------------------------------- | ------------------------------------------------------------------------------- | ------------------------------------------------------------------------------- | ------------------------------------------------------------------------------- | ------------------------------------------------------------------------------- | ------------------------------------------------------------------------------- | ------------------------------------------------------------------------------- |
| 5-8-2018                                                                        | Tórshavn                                                                        | Islanda under 17                                                                | 2 – 1                                                                           | Fær Øer under 17                                                                | Amichevole                                                                      | -                                                                               | 57’                                                                             |
| 7-8-2018                                                                        | Tórshavn                                                                        | Islanda under 17                                                                | 3 – 0                                                                           | Cina under 17                                                                   | Amichevole                                                                      | -                                                                               | 60’                                                                             |
| 9-8-2018                                                                        | Tórshavn                                                                        | Norvegia under 17                                                               | 1 – 2                                                                           | Islanda under 17                                                                | Amichevole                                                                      | 1                                                                               |                                                                                 |
| 11-8-2018                                                                       | Tórshavn                                                                        | Islanda under 17                                                                | 1 – 0 dts                                                                       | Finlandia under 17                                                              | Amichevole                                                                      | 1                                                                               | 100’                                                                            |
| 10-9-2018                                                                       | Reykjavík                                                                       | Islanda under 17                                                                | 2 – 2                                                                           | Ucraina under 17                                                                | Qual. Europeo Under-17 2019                                                     | 1                                                                               |                                                                                 |
| 13-9-2018                                                                       | Sarajevo                                                                        | Bosnia ed Erzegovina under 17                                                   | 1 – 1                                                                           | Islanda under 17                                                                | Qual. Europeo Under-17 2019                                                     | 1                                                                               | 62’                                                                             |
| 16-9-2018                                                                       | Gibilterra                                                                      | Gibilterra under 17                                                             | 0 – 8                                                                           | Islanda under 17                                                                | Qual. Europeo Under-17 2019                                                     | 2                                                                               | 85’                                                                             |
| 20-3-2019                                                                       | Idar-Oberstein                                                                  | Islanda under 17                                                                | 2 – 1                                                                           | Slovenia under 17                                                               | Qual. Europeo Under-17 2019                                                     | -                                                                               |                                                                                 |
| 23-3-2019                                                                       | Worms                                                                           | Germania under 17                                                               | 3 – 3                                                                           | Islanda under 17                                                                | Qual. Europeo Under-17 2019                                                     | -                                                                               |                                                                                 |
| 26-3-2019                                                                       | Idar-Oberstein                                                                  | Bielorussia under 17                                                            | 1 – 4                                                                           | Islanda under 17                                                                | Qual. Europeo Under-17 2019                                                     | 2                                                                               | 87’                                                                             |
| 4-5-2019                                                                        | Longford                                                                        | Islanda under 17                                                                | 3 – 2                                                                           | Russia under 17                                                                 | Europeo Under-17 2019                                                           | -                                                                               |                                                                                 |
| 7-5-2019                                                                        | Longford                                                                        | Islanda under 17                                                                | 1 – 2                                                                           | Ungheria under 17                                                               | Europeo Under-17 2019 - 1                                                       | -                                                                               | 74’                                                                             |
| 10-5-2019                                                                       | Longford                                                                        | Portogallo under 17                                                             | 4 – 2                                                                           | Islanda under 17                                                                | Europeo Under-17 2019                                                           | 1                                                                               |                                                                                 |
| Totale                                                                          |                                                                                 | Presenze                                                                        | 13                                                                              |                                                                                 | Reti                                                                            | 9                                                                               |                                                                                 |

## Palmarès

### Club

#### Competizioni nazionali
- Campionato danese: 2

Copenaghen: 2021-2022, 2022-2023
- Coppa di Danimarca: 1

Copenaghen: 2022-2023

### Nazionale
- Coppa del Baltico: 1

2022